# Västra Torup
För andra betydelser, se Västra Torup (olika betydelser).
Västra Torup är en tätort i Hässleholms kommun och kyrkby i Västra Torups socken i Skåne. I Västra Torup finns Västra Torups kyrka från 1200-talet. Byn har fritidshem, förskola och vanlig skolan till och med tredje klass.

## Kommunikationer
Skånebanan går rakt genom samhället längs Stationsvägen, där det finns ett mötesspår, men inga av de passerande Pågatågen stannar på orten. Riksväg 21 passerar precis söder om tätorten. 

## Befolkning
Västra Torup klassades av SCB som en småort 2010 och 2015, men som tätort dessförinnan och därefter.
| Befolkningsutvecklingen i Västra Torup 1960–2020                                             | Befolkningsutvecklingen i Västra Torup 1960–2020 | Befolkningsutvecklingen i Västra Torup 1960–2020 | Befolkningsutvecklingen i Västra Torup 1960–2020 | Befolkningsutvecklingen i Västra Torup 1960–2020 |
| -------------------------------------------------------------------------------------------- | ------------------------------------------------ | ------------------------------------------------ | ------------------------------------------------ | ------------------------------------------------ |
|                                                                                              |                                                  |                                                  |                                                  |                                                  |
| År                                                                                           |                                                  |                                                  | Folkmängd                                        | Areal (ha)                                       |
| 1960                                                                                         | 1960                                             |                                                  | 322                                              |                                                  |
| 1965                                                                                         | 1965                                             |                                                  | 304                                              |                                                  |
| 1970                                                                                         | 1970                                             |                                                  | 271                                              |                                                  |
| 1975                                                                                         | 1975                                             |                                                  | 243                                              |                                                  |
| 1980                                                                                         | 1980                                             |                                                  | 254                                              |                                                  |
| 1990                                                                                         | 1990                                             |                                                  | 248                                              | 59                                               |
| 1995                                                                                         | 1995                                             |                                                  | 233                                              | 59                                               |
| 2000                                                                                         | 2000                                             |                                                  | 220                                              | 59                                               |
| 2005                                                                                         | 2005                                             |                                                  | 210                                              | 58                                               |
| 2010                                                                                         | 2010                                             |                                                  | 198                                              | 58**                                             |
| 2010                                                                                         | 2010                                             |                                                  | 186                                              | 39#                                              |
| 2015                                                                                         | 2015                                             |                                                  | 186                                              | 54#                                              |
| 2018                                                                                         | 2018                                             |                                                  | 221                                              | 63                                               |
| 2020                                                                                         | 2020                                             |                                                  | 211                                              | 63                                               |
| Anm.: Upphörde som tätort 2010. ** Som upphörd tätort (mindre än 200 invånare) # Som småort. |                                                  |                                                  |                                                  |                                                  |

## Föreningsliv
Idrottsföreningen Västra Torups Sportklubb bildades 1935 när ortens gymnastikförening blev en fotbollsklubb, men de har inte längre något lag i seriespel. Idrottsplatsen heter Torvalla, där det finns en träläktare. Arenan används för Agility tävlingar.
Byalaget Västra Torup bilades 1988, och utsågs 2003 till Årets lokal utvecklingsgrupp i Sverige av föreningen Hela Sverige ska leva. Föreningen verkar för bättre kommunikationer och bredband samt driver bland annat ungdomscafé, modevisning, brödbakningsdagar, pizzakvällar, kvinnofrukostar och en julmarknad.